# Putnok
Putnok (slovensky Putník) je město v severovýchodním Maďarsku v župě Borsod-Abaúj-Zemplén, blízko státních hranic se Slovenskem. Nachází se asi 34 km severozápadně od Miškovce a je správním městem stejnojmenného okresu. V roce 2018 zde žilo 6 492 obyvatel, přičemž je dle údajů z roku 2001 tvořili 91 % Maďaři a 9 % Romové.
Město leží na řece Sajó. Nejbližšími městy jsou Kazincbarcika a Ózd. Poblíže se nacházejí obce Dubicsány, Hét, Kelemér, Királd, Sajómercse, Sajóvelezd a Serényfalva.